# Aéroport de Tokushima
L'aéroport de Tokushima Awaodori (徳島阿波おどり空港, Tokushima Awa-odori kūkō) (code IATA : TKS • code OACI : RJOS) est un aéroport militaro-civil public dans Matsushige, Tokushima, Japon, près de la ville de Tokushima.

## Situation

### Carte des 50 principaux aéroports du Japon
| Akita Amami Aomori Asahikawa Chūbu Fukuoka Fukushima Hakodate Hanamaki Hiroshima Ibaraki Ishigaki Izumo Kagoshima Kansai Kitakyushu Kobe Kōchi Komatsu Kumamoto Kumejima Kushiro Iwakuni Matsuyama Memanbetsu Miho-Yonago Misawa Miyako Miyazaki Nagasaki Nagoya Naha Tokyo · Narita Niigata Ōita Okayama Osaka Saga Sendai Shin-Chitose Shizuoka Shonai Takamatsu Tokachi-Obihiro Tokushima Tokyo · Haneda Tottori Toyama Tsushima Yamaguchi Ube |

## Compagnies aériennes et destinations
| Compagnies                     | Destinations                    |
| ------------------------------ | ------------------------------- |
| All Nippon Airways             | Tokyo-Haneda                    |
| Japan Airlines                 | Tokyo-Haneda                    |
| Japan Airlines opéré par J-Air | Fukuoka En saison: Shin-Chitose |

Édité le 04/09/2018

## Statistiques
Pour des raisons techniques, il est temporairement impossible d'afficher le graphique qui aurait dû être présenté ici.

Voir la requête brute et les sources sur Wikidata.